# У гори расте зелен бор
„У гори расте зелен бор” је југословенски филм први пут приказан 10. јуна 1971. године. Режирао га је Антун Врдољак а сценарио су написали Иван Шибл и Антун Врдољак.

## Радња
Панонска Хрватска, Други светски рат. Хрватски комуниста Иван долази као политички комесар у партизански батаљон чији је заповедник Дикан, као и већина припадника, српске националности. Неискусни комесар брзо се суочава с искушењима рата, поготово у погледу одлучивања о туђим животима...

## Улоге
| Глумац                 | Улога                      |
| ---------------------- | -------------------------- |
| Борис Дворник          | Дикан                      |
| Ивица Видовић          | Иван                       |
| Вељко Милојевић        | Домобрански сатник         |
| Мато Ерговић           | Никола звани „Миш”         |
| Илија Ивезић           | Ицан                       |
| Никола Коле Ангеловски | Маркеза                    |
| Борис Бузанчић         | Иво Јурица                 |
| Звонко Лепетић         | Јура                       |
| Инге Апелт             | Мара                       |
| Раде Шербеџија         | Домобрански часник - кицош |
| Фабијан Шоваговић      | Лазо                       |
| Угљеша Којадиновић     | Усташа                     |

Остале улоге  ▼
| Глумац           | Улога                        |
| ---------------- | ---------------------------- |
| Нада Суботић     | Николина жена                |
| Едо Перочевић    | Усташа                       |
| Фрањо Фрук       | Заповедник утврђења Грабовац |
| Круно Валентић   | Домобран Штеф                |
| Ђуро Утјешановић | Учитељ                       |
| Петар Добрић     | Домобран                     |
| Бранка Врдољак   | Иванова Супруга              |
| Мирко Боман      | Домобран                     |

## Награде
- Пула 71' - филм награђен Великом сребрном ареном[3]; Сребрном ареном за глумца[3]; наградом публике Јелен недељника ВУС; Диплома за тон Маријану Мегличу[2]
- Ниш 71' - Гран при Ћеле кула Борису Дворнику[2][5]